# Коноваловка (Тимирязевский район)
Коноваловка (каз. Коноваловка) — упразднённое село в Тимирязевском районе Северо-Казахстанской области Казахстана. На момент упразднения входило в состав Хмельницкого сельсовет. Ликвидировано в 1978 году.

## География
Располагалось в 9 км (по прямой) к северо-востоку от центра сельского поселения  села Хмельницкое.

## История
Указом ПВС Казахской ССР от 16.08.1971 года посёлку отделения № 2 совхоза «Хмельницкий» присвоено наименование село Коноваловка.
Решением Северо-Казахстанского облисполкома от 20.04.1978 года село исключено из учётных данных, как фактически не существующее.